# Llista d'asteroides/160601-160700
| Nom      | Designació provisional | Data de descobriment   | Lloc de descobriment | Descobridor/s |
| -------- | ---------------------- | ---------------------- | -------------------- | ------------- |
| 160601 - | 1999 RO234             | 8 de setembre de 1999  | Catalina             | CSS           |
| 160602 - | 1999 RX252             | 8 de setembre de 1999  | Socorro              | LINEAR        |
| 160603 - | 1999 SA15              | 29 de setembre de 1999 | Catalina             | CSS           |
| 160604 - | 1999 TD11              | 8 d'octubre de 1999    | Monte Agliale        | S. Donati     |
| 160605 - | 1999 TT12              | 12 d'octubre de 1999   | Kleť                 | Kleť          |
| 160606 - | 1999 TW25              | 3 d'octubre de 1999    | Socorro              | LINEAR        |
| 160607 - | 1999 TY27              | 3 d'octubre de 1999    | Socorro              | LINEAR        |
| 160608 - | 1999 TX29              | 4 d'octubre de 1999    | Socorro              | LINEAR        |
| 160609 - | 1999 TA35              | 3 d'octubre de 1999    | Socorro              | LINEAR        |
| 160610 - | 1999 TO46              | 4 d'octubre de 1999    | Kitt Peak            | Spacewatch    |
| 160611 - | 1999 TP47              | 4 d'octubre de 1999    | Kitt Peak            | Spacewatch    |
| 160612 - | 1999 TF67              | 8 d'octubre de 1999    | Kitt Peak            | Spacewatch    |
| 160613 - | 1999 TA68              | 8 d'octubre de 1999    | Kitt Peak            | Spacewatch    |
| 160614 - | 1999 TW82              | 12 d'octubre de 1999   | Kitt Peak            | Spacewatch    |
| 160615 - | 1999 TG97              | 2 d'octubre de 1999    | Socorro              | LINEAR        |
| 160616 - | 1999 TR97              | 2 d'octubre de 1999    | Socorro              | LINEAR        |
| 160617 - | 1999 TF99              | 2 d'octubre de 1999    | Socorro              | LINEAR        |
| 160618 - | 1999 TV103             | 3 d'octubre de 1999    | Socorro              | LINEAR        |
| 160619 - | 1999 TH106             | 4 d'octubre de 1999    | Socorro              | LINEAR        |
| 160620 - | 1999 TS114             | 4 d'octubre de 1999    | Socorro              | LINEAR        |
| 160621 - | 1999 TK120             | 4 d'octubre de 1999    | Socorro              | LINEAR        |
| 160622 - | 1999 TF144             | 7 d'octubre de 1999    | Socorro              | LINEAR        |
| 160623 - | 1999 TX195             | 12 d'octubre de 1999   | Socorro              | LINEAR        |
| 160624 - | 1999 TD197             | 12 d'octubre de 1999   | Socorro              | LINEAR        |
| 160625 - | 1999 TP241             | 4 d'octubre de 1999    | Catalina             | CSS           |
| 160626 - | 1999 TE271             | 3 d'octubre de 1999    | Socorro              | LINEAR        |
| 160627 - | 1999 TQ295             | 1 d'octubre de 1999    | Catalina             | CSS           |
| 160628 - | 1999 UU29              | 31 d'octubre de 1999   | Kitt Peak            | Spacewatch    |
| 160629 - | 1999 UQ45              | 31 d'octubre de 1999   | Catalina             | CSS           |
| 160630 - | 1999 VU26              | 3 de novembre de 1999  | Socorro              | LINEAR        |
| 160631 - | 1999 VX29              | 3 de novembre de 1999  | Socorro              | LINEAR        |
| 160632 - | 1999 VU45              | 4 de novembre de 1999  | Catalina             | CSS           |
| 160633 - | 1999 VC46              | 3 de novembre de 1999  | Socorro              | LINEAR        |
| 160634 - | 1999 VG58              | 4 de novembre de 1999  | Socorro              | LINEAR        |
| 160635 - | 1999 VA83              | 1 de novembre de 1999  | Kitt Peak            | Spacewatch    |
| 160636 - | 1999 VR83              | 2 de novembre de 1999  | Kitt Peak            | Spacewatch    |
| 160637 - | 1999 VF88              | 4 de novembre de 1999  | Socorro              | LINEAR        |
| 160638 - | 1999 VB109             | 9 de novembre de 1999  | Socorro              | LINEAR        |
| 160639 - | 1999 VJ122             | 4 de novembre de 1999  | Kitt Peak            | Spacewatch    |
| 160640 - | 1999 VN149             | 14 de novembre de 1999 | Socorro              | LINEAR        |
| 160641 - | 1999 VB158             | 14 de novembre de 1999 | Socorro              | LINEAR        |
| 160642 - | 1999 VD191             | 9 de novembre de 1999  | Socorro              | LINEAR        |
| 160643 - | 1999 XQ6               | 4 de desembre de 1999  | Catalina             | CSS           |
| 160644 - | 1999 XM11              | 5 de desembre de 1999  | Catalina             | CSS           |
| 160645 - | 1999 XW43              | 7 de desembre de 1999  | Socorro              | LINEAR        |
| 160646 - | 1999 XK44              | 7 de desembre de 1999  | Socorro              | LINEAR        |
| 160647 - | 1999 XH69              | 7 de desembre de 1999  | Socorro              | LINEAR        |
| 160648 - | 1999 XC71              | 7 de desembre de 1999  | Socorro              | LINEAR        |
| 160649 - | 1999 XR74              | 7 de desembre de 1999  | Socorro              | LINEAR        |
| 160650 - | 1999 XB75              | 7 de desembre de 1999  | Socorro              | LINEAR        |
| 160651 - | 1999 XQ101             | 7 de desembre de 1999  | Socorro              | LINEAR        |
| 160652 - | 1999 XB109             | 4 de desembre de 1999  | Catalina             | CSS           |
| 160653 - | 1999 XY112             | 11 de desembre de 1999 | Socorro              | LINEAR        |
| 160654 - | 1999 XQ113             | 11 de desembre de 1999 | Socorro              | LINEAR        |
| 160655 - | 1999 XB114             | 11 de desembre de 1999 | Socorro              | LINEAR        |
| 160656 - | 1999 XU116             | 5 de desembre de 1999  | Catalina             | CSS           |
| 160657 - | 1999 XC142             | 12 de desembre de 1999 | Socorro              | LINEAR        |
| 160658 - | 1999 XT153             | 7 de desembre de 1999  | Socorro              | LINEAR        |
| 160659 - | 1999 XY156             | 8 de desembre de 1999  | Socorro              | LINEAR        |
| 160660 - | 1999 XX204             | 12 de desembre de 1999 | Socorro              | LINEAR        |
| 160661 - | 1999 XD225             | 13 de desembre de 1999 | Kitt Peak            | Spacewatch    |
| 160662 - | 1999 XZ250             | 5 de desembre de 1999  | Kitt Peak            | Spacewatch    |
| 160663 - | 1999 XK259             | 9 de desembre de 1999  | Anderson Mesa        | LONEOS        |
| 160664 - | 2000 AE3               | 2 de gener de 2000     | Socorro              | LINEAR        |
| 160665 - | 2000 AB7               | 2 de gener de 2000     | Socorro              | LINEAR        |
| 160666 - | 2000 AW100             | 5 de gener de 2000     | Socorro              | LINEAR        |
| 160667 - | 2000 AY100             | 5 de gener de 2000     | Socorro              | LINEAR        |
| 160668 - | 2000 AQ155             | 3 de gener de 2000     | Socorro              | LINEAR        |
| 160669 - | 2000 AN171             | 7 de gener de 2000     | Socorro              | LINEAR        |
| 160670 - | 2000 AB215             | 7 de gener de 2000     | Kitt Peak            | Spacewatch    |
| 160671 - | 2000 AY237             | 6 de gener de 2000     | Socorro              | LINEAR        |
| 160672 - | 2000 BP11              | 26 de gener de 2000    | Kitt Peak            | Spacewatch    |
| 160673 - | 2000 BB35              | 30 de gener de 2000    | Socorro              | LINEAR        |
| 160674 - | 2000 CN32              | 2 de febrer de 2000    | Socorro              | LINEAR        |
| 160675 - | 2000 CK47              | 2 de febrer de 2000    | Socorro              | LINEAR        |
| 160676 - | 2000 CT55              | 4 de febrer de 2000    | Socorro              | LINEAR        |
| 160677 - | 2000 CP81              | 4 de febrer de 2000    | Socorro              | LINEAR        |
| 160678 - | 2000 CZ140             | 6 de febrer de 2000    | Kitt Peak            | Spacewatch    |
| 160679 - | 2000 DB6               | 28 de febrer de 2000   | Socorro              | LINEAR        |
| 160680 - | 2000 DX11              | 27 de febrer de 2000   | Kitt Peak            | Spacewatch    |
| 160681 - | 2000 DR23              | 29 de febrer de 2000   | Socorro              | LINEAR        |
| 160682 - | 2000 DN39              | 29 de febrer de 2000   | Socorro              | LINEAR        |
| 160683 - | 2000 DG79              | 29 de febrer de 2000   | Socorro              | LINEAR        |
| 160684 - | 2000 EL10              | 3 de març de 2000      | Socorro              | LINEAR        |
| 160685 - | 2000 EK92              | 9 de març de 2000      | Socorro              | LINEAR        |
| 160686 - | 2000 EO155             | 9 de març de 2000      | Socorro              | LINEAR        |
| 160687 - | 2000 EV164             | 3 de març de 2000      | Socorro              | LINEAR        |
| 160688 - | 2000 GB7               | 4 d'abril de 2000      | Socorro              | LINEAR        |
| 160689 - | 2000 GA41              | 5 d'abril de 2000      | Socorro              | LINEAR        |
| 160690 - | 2000 HD7               | 25 d'abril de 2000     | Kitt Peak            | Spacewatch    |
| 160691 - | 2000 HO13              | 28 d'abril de 2000     | Socorro              | LINEAR        |
| 160692 - | 2000 HD17              | 24 d'abril de 2000     | Kitt Peak            | Spacewatch    |
| 160693 - | 2000 HO55              | 24 d'abril de 2000     | Anderson Mesa        | LONEOS        |
| 160694 - | 2000 JG71              | 1 de maig de 2000      | Anderson Mesa        | LONEOS        |
| 160695 - | 2000 KX13              | 28 de maig de 2000     | Socorro              | LINEAR        |
| 160696 - | 2000 KX28              | 28 de maig de 2000     | Socorro              | LINEAR        |
| 160697 - | 2000 LB15              | 4 de juny de 2000      | Ondřejov             | L. Šarounová  |
| 160698 - | 2000 NJ26              | 4 de juliol de 2000    | Anderson Mesa        | LONEOS        |
| 160699 - | 2000 ON14              | 23 de juliol de 2000   | Socorro              | LINEAR        |
| 160700 - | 2000 OH15              | 23 de juliol de 2000   | Socorro              | LINEAR        |